# Castellare-di-Mercurio
Castellare-di-Mercurio település Franciaországban, Haute-Corse megyében. Lakosainak száma 28 fő (2022. január 1.). Castellare-di-Mercurio Favalello, Rusio, Sermano és Santa-Lucia-di-Mercurio községekkel határos.

## Népesség
A település népességének változása:
| Lakosok száma | 90   | 38   | 29   | 33   | 33   | 32   | 31   | 28   | 28   | 28   |
|               | 1968 | 1982 | 1990 | 2006 | 2013 | 2015 | 2017 | 2019 | 2020 | 2022 |